# Alexis Littré
Alexis Littré (17 de julio de 1654 Cordes (hoy Cordes-Tolosannes, Departamento de Tarn y Garona) – 3 de febrero de 1726) fue un médico y anatomista francés.

## Biografía
Estudió medicina en Montpellier y en París, recibiendo su doctorado en 1691. En 1699 fue elegido miembro de la Academia de Ciencias de Francia.
En París, enseñó anatomía y autor de numerosas publicaciones médicas. Fue el primero en dar una descripción de una protrusión hernial de un diverticulum intestinal. Esa condición es hoy referida como la "hernia de Littré".
También describió las mucosas de las glándulas uretrales de la uretra masculina. Esas estructuras se conocen hoy como "glándulas de Littré", y su inflamación es frecuentemente llamada "littreitis".
En su tratado de 1790, Diverses observations anatomiques, Littré fue el primero en sugerir la posibilidad de la cirugía de una colostomía lumbar para una obstrucción del  colon.
Entre sus alumnos Jean Louis Petit, y Jacques-Bénigne Winslow en 1707. Falleció en París.

## Obra
- Observation sur une nouvelle espèce de hernie. Paris 1700
- Observations sur les ovaires 1701
- Observation d’un foetus humain trouvé dans la trompe gauche de la matrice 1702
- Observations sur des plaies de ventre 1705
- Observations sur la gonorrhée. 1711
- Description de l’urèthre de l’homme 1719
- Diverse observations anatomiques. 1732

## Literatura
- Bernard Combes, Alexis Littré, 1654–1725. Sa vie, son oeuvre. Toulouse: Imprimerie des Capitouls, 1970.

- Christoph Weißer. Littré, Alexis. En Werner E. Gerabek, Bernhard D. Haage, Gundolf Keil, Wolfgang Wegner (eds.) Enzyklopädie Medizingeschichte. De Gruyter, Berlin/ New York 2005, ISBN 3-11-015714-4, p. 858 f.